# Elecciones generales de Curazao de 2003
Elecciones generales tuvieron lugar en Curazao el 9 de mayo de 2003 para elegir a los miembros del Consejo de la Isla.

## Resultados
| Partido                                          | Votos   | %     | Escaños | +/–   |
| ------------------------------------------------ | ------- | ----- | ------- | ----- |
| Partido Frente Obrero Liberashon 30 Di Mei (FOL) | 22 745  | 33,86 | 8       | +4    |
| Partido Antiá Restrukturá (PAR)                  | 13 710  | 20,41 | 5       | 0     |
| Partido Laboral Krusada Popular (PLKP)           | 8 785   | 13,08 | 3       | –1    |
| Partido Nashonal di Pueblo (PNP)                 | 7 153   | 10,65 | 2       | –3    |
| Movishon Antia Nobo (MAN)                        | 6 274   | 9,34  | 2       | 0     |
| Lista Niun Paso Atrás (LNPA)                     | 3 819   | 5,69  | 1       | Nuevo |
| Democratische Partij (DP)                        | 2 519   | 3,75  | 0       | 0     |
| Organisahon pa Restourashon Di Un i tur (ORDU)   | 2 168   | 3,23  | 0       | –1    |
| Votos en blanco/nulos                            | 948     | –     | –       | –     |
| Total                                            | 68 121  | 100   | 21      | 0     |
| Electores registrados/participación              | 109 629 | 62,14 | –       | –     |
| Fuente: Hoofdstembureau                          |         |       |         |       |